# Pfarrkirche Guttaring

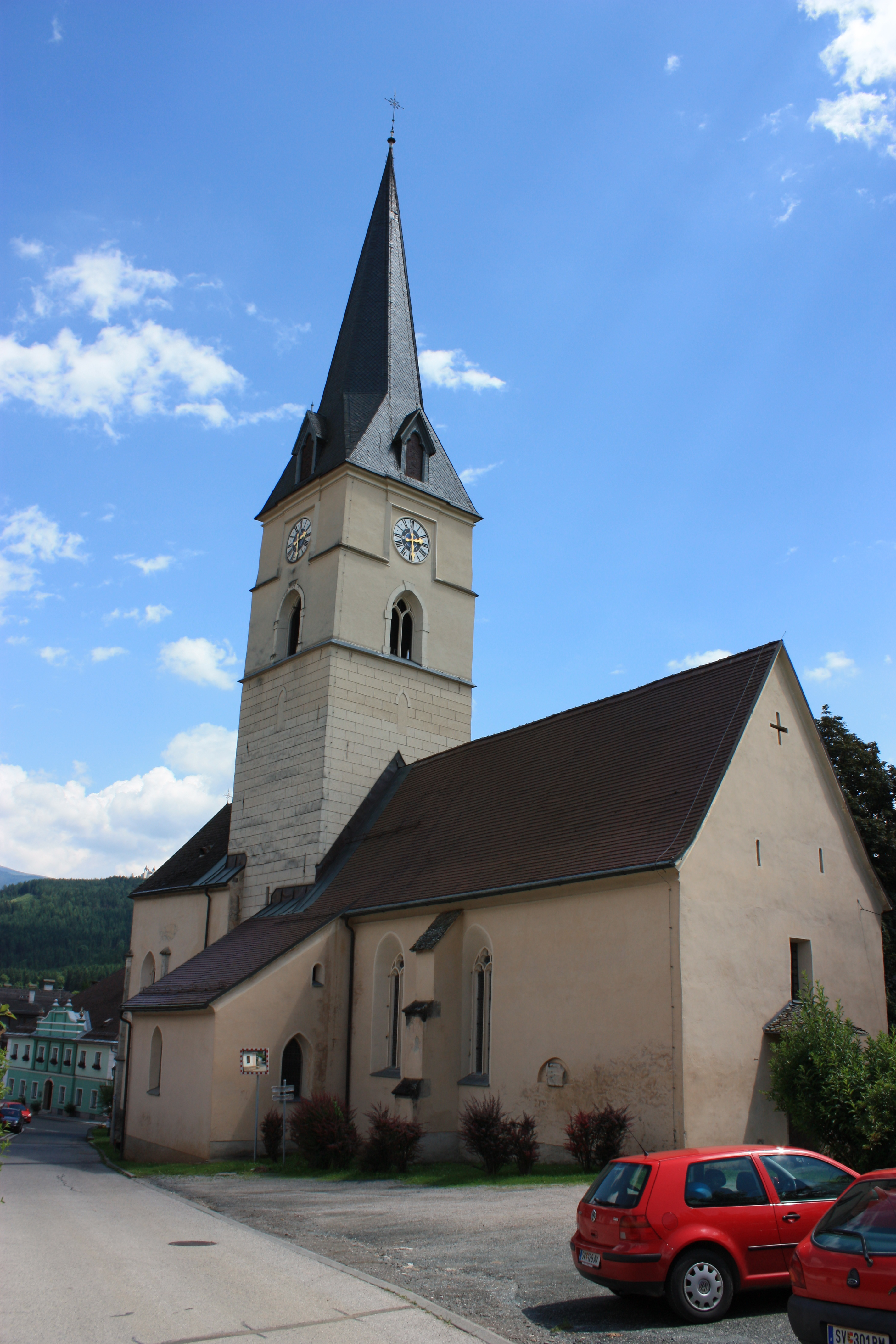

Die römisch-katholische Pfarrkirche Guttaring ist dem heiligen Rupert geweiht und steht am Westrand des Kärntner Gemeindehauptorts Guttaring im Bezirk St. Veit an der Glan. Sie wurde 1160 erstmals genannt. 1562 zählte die Pfarre Guttaring sieben Filialkirchen. Heute gehören die Filialkirchen Deinsberg, St. Gertraud und die Wallfahrtskirche Maria Hilf zur Pfarre. Die Kirche steht unter Denkmalschutz (Listeneintrag).

## Baubeschreibung
Die spätgotisch erweiterte, romanische Chorturmkirche stammt im Kern aus dem 11. Jahrhundert. Zwischen Langhaus und Chor steht ein mächtiger, sechsgeschoßiger Turm des 12. Jahrhunderts. 1524 wurde er ab dem fünften Geschoß neu aufgemauert und 1886 mit einem neugotischen Spitzhelm versehen. Die älteste Glocke stammt aus dem 14. Jahrhundert, eine weitere wurde 1661 gegossen. An der Südseite des Turmes ist eine gotische Sakristei, an der Nordseite eine gotische Kapelle angefügt. Flache polygonale Strebepfeiler stützen den Chor. Das spätgotische Südportal mit gekehltem Kielbogen besitzt eine Tür mit spätgotischen Eisenbeschlägen und einem Schlüsselfang. Links davon befindet sich ein Weltgerichtsfresko aus dem ersten Viertel des 16. Jahrhunderts, rechts davon die Grabplatte des Pfarrers Christoph Zehner († 1524). An der nördlichen Außenmauer ist eine römerzeitliche Grabinschrift für C. Iulius eingemauert. An der Südseite findet sich der Aufsatz eines römerzeitlichen Altars sowie ein Pinienzapfen von einem Grabaltar.
Im vierjochigen Langhaus erhebt sich ein Sternrippengewölbe aus dem 15. Jahrhundert über eingezogenen Strebepfeilern. Die sternunterwölbte, spätgotische Westempore wurde mit einer barocken Brüstung versehen. Die in der ersten Hälfte des 18. Jahrhunderts gebaute Orgel wurde 1801 durch den Zubau eines Brüstungspositivs erweitert. Das romanische Turmjoch besitzt eine gotische Spitztonne mit Stichkappen. Über dem in der Achse etwas verschobenen, einjochigen, spätgotischen Chor mit einem Fünfachtelschluss ruht ein Sternrippengewölbe auf breiten Wandvorlagen mit Runddiensten. Unter dem Chor befindet sich eine gewölbte Beinkammer. Die Sakristei ist kreuzrippengewölbt, die zweijochige, nördliche Seitenkapelle kreuzgratgewölbt.

## Einrichtung

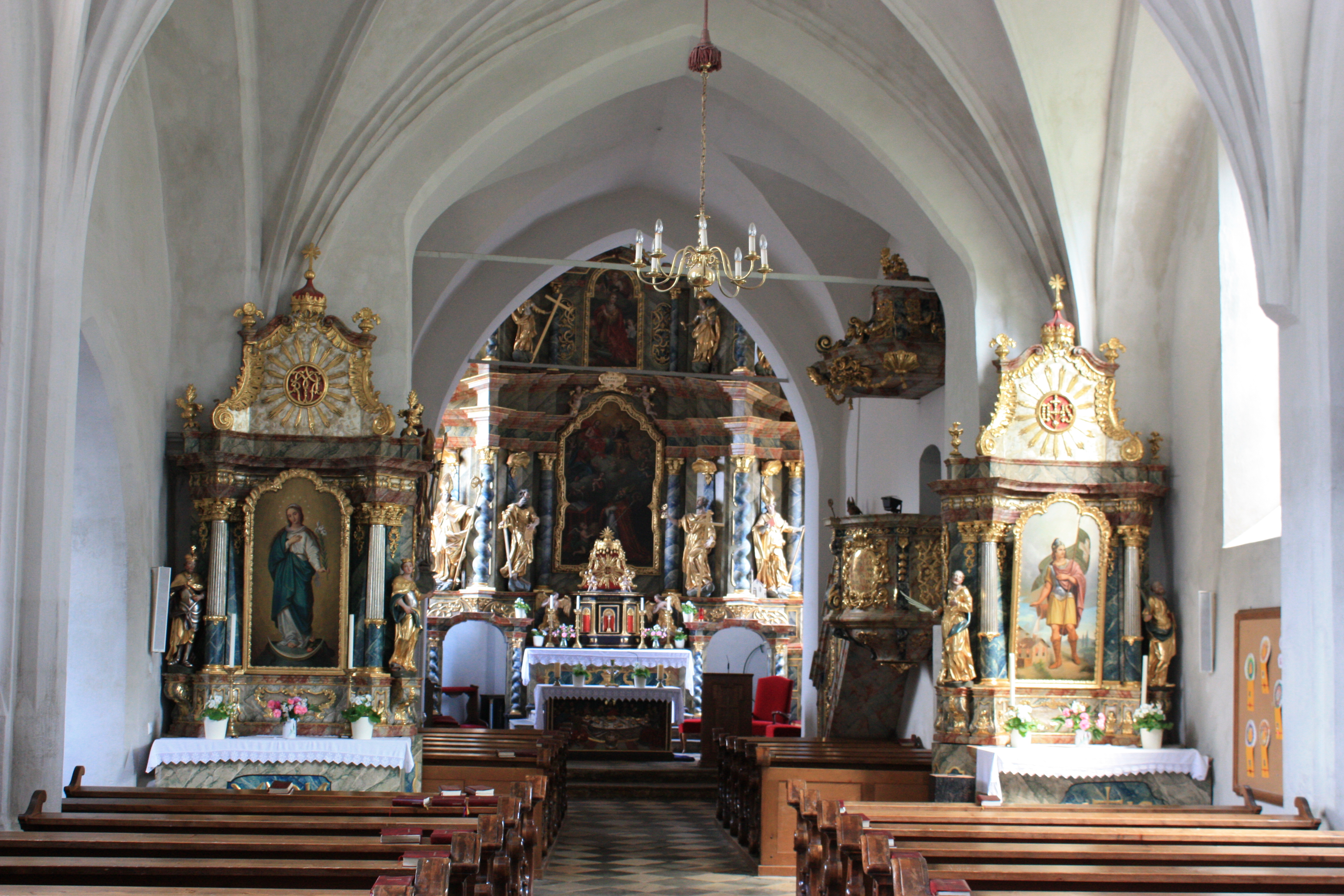
Hoch- und Seitenaltäre

Der um 1720 gefertigte, barocke Hochaltar mit zweigeschoßiger Säulenarchitektur zeigt am Altarblatt den heiligen Rupert und im Oberbild die heilige Katharina. Die Statuen im Hauptgeschoß stellen die Heiligen Paulus, Petrus, Wolfgang und Modestus dar, die im Aufsatz die Heiligen Donatus, Helena, Barbara und Rochus. Die Bekrönung bildet die Figur des Erzengels Michael.
Die beiden Seitenaltäre entstanden 1769. Der linke Altar zeigt am Altarblatt eine Mondsichelmadonna und trägt seitlich die Statuen des heiligen Kaiserpaares Heinrich und Kunigunde. Das Bild des rechten Altars stellt den heiligen Florian dar, die seitlichen Heiligenstatuen haben keine Attribute.
Der um 1760 gebaute Altar in der nördlichen Seitenkapelle trägt ein von Eustachius Gabriel gemaltes Bild der Kreuzigung Christi und eine Schnitzgruppe der Beweinung Christi mit Engeln und trauernden Frauen.
Die durch Chronogramm mit 1760 bezeichnete Kanzel stand ursprünglich in der Kirche St. Anna bei Reifnitz.
Über dem Südportal ist ein Kruzifix mit Engeln aus dem 18. Jahrhundert angebracht. Der barocke Taufstein ist mit einem hölzernen Aufsatz versehen.
Zur weiteren Ausstattung der Kirche zählen um 1760 entstandene, barocke Konsolfiguren der Heiligen Stephanus, Anna, Rupert, Valentin, König Stephan, Isidor, Notburga, Franz Xaver und Johannes Nepomuk.

## Achatiuskapelle
Die Achatiuskapelle südlich der Pfarrkirche ist ein kleiner, gotischer Bau des 15. Jahrhunderts mit einem Gratgewöbe und einem eingezogenen Chor mit Fünfachtelschluss. An der Nordseite der Kapelle ist ein großes, barockes Kruzifix angebracht. Die Kapelle dient heute als Aufbahrungshalle.